# Hydroptila setigera
Hydroptila setigera är en nattsländeart som beskrevs av Wells 1984. Hydroptila setigera ingår i släktet Hydroptila och familjen smånattsländor. Inga underarter finns listade i Catalogue of Life.